# نمایش (فیلم ۱۹۲۲)
نمایش (انگلیسی: The Show) یک فیلم کمدی صامت کوتاه آمریکایی به کارگردانی لری سمون و نورمن تاروگ است که در سال ۱۹۲۲ منتشر شد. از بازیگران این فیلم می‌توان به اولیور هاردی، لری سمون، آل تامپسون، ویلیام هابر، فرانک جی. کولمن، آلیس دونپورت، مادام سال-تی-وان، ارنی آدامز، کوی واتسون جونیور و فرانک الکساندر اشاره کرد.